# Iván Varga
Iván Varga (Gerli, Buenos Aires, 23 de junio de 1995) es un futbolista argentino que juega de defensor. Actualmente integra el plantel de Atlanta, de la Primera B Metropolitana.

## Trayectoria
Debutó en Arsenal el 16 de febrero del 2015 en la derrota 0-1 contra Estudiantes LP.

## Clubes
| Club               | País      | Año           | PJ | Goles |
| ------------------ | --------- | ------------- | -- | ----- |
| Arsenal de Sarandi | Argentina | 2015-2017     | 10 | 0     |
| Atlanta            | Argentina | 2017-presente | 0  | 0     |